# ملفين باتريك إلي
ملفين باتريك إلي (بالإنجليزية: Melvin Patrick Ely)‏ هو مؤرخ أمريكي، ولد في 1952 في ريتشموند في الولايات المتحدة.